# Sypnie Nowe
Sypnie Nowe  (białorus. Сыпні) – wieś w Polsce położona w województwie podlaskim, w powiecie siemiatyckim, w gminie Grodzisk.
W latach 1975–1998 miejscowość administracyjnie należała do województwa białostockiego.
Początkowo wieś zamieszkiwana była przez prawosławnych Białorusinów, którzy przynależeli do parafii św. Mikołaja Cudotwórcy w niedalekim Grodzisku. W 1945 r. na fali prześladowań na tle religijno-narodowościowym prawosławni mieszkańcy wsi deklarujący białoruską przynależność narodową zostali zmuszeni przez polskie podziemie niepodległościowe do trwałego opuszczenia miejscowości (w latach 1945–1947 w Syniach Nowych z rąk podziemia zginęło 9 mieszkańców tej wsi). W związku z tymi wydarzeniami znaczna część mieszkańców Sypni Nowych na zawsze wyemigrowała do Związku Radzieckiego. Miejscowość została na nowo zasiedlona przez mieszkańców okolicznych wsi, głównie pobliskich Sypni Starych. Tragiczne wydarzenia powojenne w Sypniach Nowych upamiętnia pomnik prawosławnych mieszkańców Białostocczyzny zabitych i zaginionych w latach 1939–1956 znajdujący się w Białymstoku.
Prawosławni mieszkańcy wsi należą do parafii św. Mikołaja w Grodzisku, a wierni kościoła rzymskokatolickiego do parafii pw. św. Stanisława Biskupa i Męczennika w Pobikrach.